# Rochefort Football Club
Le Rochefort Football Club un club de football français basé à Rochefort en Charente-Maritime.

## Histoire
- 6 participations en Championnat de France Amateurs de 1957 à 1963
- 1987 : Changement de nom en Rochefort Football Club
- Une saison en CFA 2 en 2000-2001

## Palmarès
- Champion DH du Centre-Ouest[2] : 1957, 2000
- Vainqueur de la Coupe du Centre-Ouest[3] : 1955, 1958, 1960

## Coupe de France
Le meilleur résultat du club est un 32e de finale en 1990-1991 perdu contre l'US Valenciennes-Anzin (Division 2) au stade du Polygone.
- 2008-2009 : élimination au 1er tour par le Stade ruffecois
- 2009-2010 : élimination au 2e tour par Royan-Vaux AFC
- 2010-2011 : élimination au 5e tour par Buxerolles ES après prolongations
- 2013-2014 : élimination au 1er tour par Jarnac SF aux tirs au but
- 2015-2016 : élimination au 1er tour par l'UA Niort Saint-Florent (1-2 après prolongations)
- 2016-2017 : élimination au 2e tour par Jarnac SF (0-1)
- 2017-2018 : élimination au 3e tour par le SAG Cestas (2-3)
- 2018-2019 : élimination au 6e tour par l'Angoulême CFC (0-3)
- 2019-2020 : élimination au 5e tour par La Rochelle-Villeneuve FC (0-1)
- 2020-2021 : élimination au 1er tour par le Stade vouilletais (2-2 après prolongations, 3-4 aux tirs au but)

## Entraîneurs
- 1985-1989 :  Dominique Berthaud
- 1995-1998 : / Dragan Cvetkovic
- 1992-1996 :  Dominique Berthaud
- 1998-2001 :  Gilles Brisson

## Joueurs emblématiques
- Jimmy Giraudon (équipes de jeunes)[4]